# Satz von Etemadi
In der Mathematik ist der Satz von Etemadi ein Lehrsatz der Wahrscheinlichkeitstheorie, der eine Verallgemeinerung des klassischen starken Gesetzes der großen Zahlen ist. In dieser Variante des Gesetzes der großen Zahlen müssen die Zufallsvariablen nur paarweise unabhängig sein. Der Satz wurde 1981 von Nasrollah Etemadi bewiesen.

## Aussage
Ist {\displaystyle X_{n}} eine Folge von identisch verteilten, paarweise unabhängigen Zufallsvariablen mit endlichem Erwartungswert auf einem Wahrscheinlichkeitsraum, so konvergiert 
{\displaystyle {\frac {1}{n}}\sum _{i=1}^{n}X_{i}}
fast sicher gegen den Erwartungswert.